# Raoni Amaral
Raoni de Paula Amaral (Sorocaba, 20 de outubro de 1987) é um atleta brasileiro.
Integrou a equipe brasileira de revezamento 4x100 metros no Campeonato Sulamericano de Menores, em 2004, no qual o Brasil sagrou-se campeão. 
Em abril de 2013, conquistou a medalha de ouro na categoria adulto do 4º Torneio da Federação Paulista de Atletismo, disputado no Centro Olímpico do Ginásio do Ibirapuera, em São Paulo. O velocista atingiu a marca de 10s52 e obteve o índice para participar do Troféu Brasil de Atletismo..